# Amalie von Levetzow

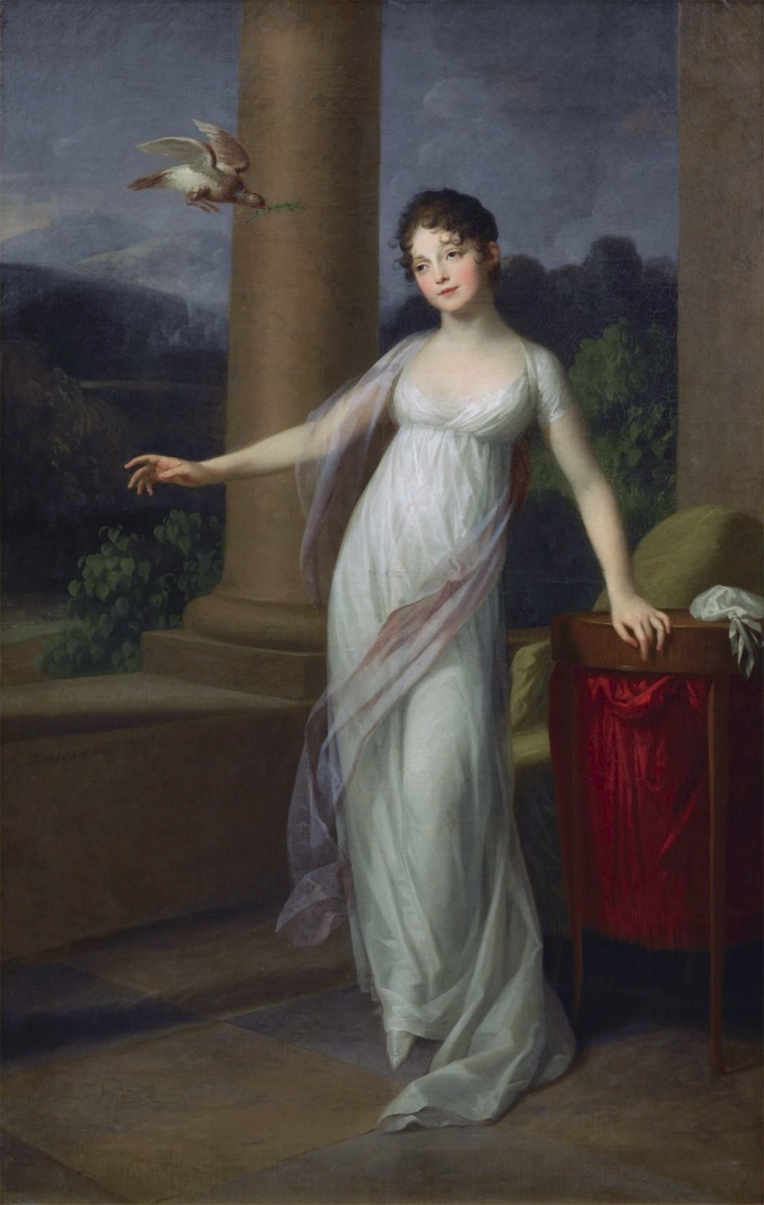
Amalie von Levetzow (1803), Gemälde von Johann Friedrich August Tischbein

Amalie Theodore Caroline von Levetzow, geborene von Brösigke, geschiedene von Levetzow, verwitwete von Levetzow, verwitwete Gräfin von Klebelsberg-Thumburg zu Třiblitz (* 1788; † 1868 in Triblitz in Böhmen), verband mit Goethe eine langjährige Freundschaft und war die Mutter der durch Goethe bekannt gewordenen Ulrike von Levetzow.

## Leben

### Eltern
Amalie wurde als Amalie von Brösigke geboren und war die einzige Tochter des aus märkischem Adel stammenden Friedrich Johann Leberecht von Brösigke (1765–1841), eines Patensohns König Friedrichs II. von Preußen, und dessen Ehefrau Ulrike, geborene von Löwenklau (1769–1829).
Nach dem Verkauf seines sächsischen Rittergutes Löbnitz zog ihr Vater mit seiner Familie in das böhmische Marienbad. Dort leitete er ein von ihm errichtetes Logierhaus und machte es zu einer der ersten Adressen des Kurortes. Am Logierhausvorhaben war sein späterer Schwiegersohn Franz Josef Graf von Klebelsberg-Thumburg zu Třiblitz beteiligt. Deshalb wurde es in den ersten Jahren als Knebelsbergsches Palais (mitunter jedoch auch als Brösigkesches Haus) bekannt. Später wurde es in Hotel Weimar umbenannt.

### Ehen
Amalie von Brösigke war dreimal verheiratet:
- In erster Ehe heiratete Amalie von Brösigke als 15-Jährige den späteren mecklenburg-schwerinschen Hofmarschall Joachim Otto Ulrich von Levetzow (* 25. März 1777; † 28. Januar 1843)[5]. Die Ehe wurde 1806 geschieden.

- In zweiter Ehe war sie mit Friedrich Carl Ulrich von Levetzow, einem Vetter ihres ersten Ehemannes, verheiratet, der als preußischer Leutnant 1815 in der Schlacht bei Waterloo fiel.

- 1843 heiratete die verwitwete Amalie von Levetzow geb. von Brösigke in dritter Ehe den böhmischen Grafen Franz Josef von Klebelsberg-Thumburg zu Třiblitz (* 24. Juli 1774; † 28. Dezember 1857), österreichischer Hofkammerpräsident (entsprach später dem Finanzminister) und Mitbegründer des Prager Nationalmuseums[6]. Diese Ehe konnte erst geschlossen werden, nachdem Amalies erster Ehemann gestorben war. Mit dem Grafen Klebelsberg war sie bereits seit den frühen 1820er Jahren liiert.[7]

### Leben in Böhmen
In Karlsbad lernte die frisch geschiedene Amalie von Levetzow 1806 Goethe kennen. Seitdem war sie mit ihm freundschaftlich verbunden. In Goethes Tagebuch fand Amalie unter dem Namen „Pandora“ Eingang. Eindrücke aus der Begegnung mit Amalie ließ Goethe in sein gleichnamiges Festspiel „Pandora“ (1810) einfließen. 1810 begegneten sich Amalie und Goethe in Teplitz wieder.
Nachdem die seit 1815 verwitwete Amalie von Levetzow mit ihren drei Töchter in das Marienbader Haus ihres Vaters gezogen war und der Dichter das Brösigkesche bzw. Knebelsbergsche Haus für seine Aufenthalte in Marienbad zweimal ausgewählt hatte, trafen Amalie und Goethe dort 1821 und 1822 erneut zusammen.  
Der 72 Jahre alte Goethe wurde dabei zu Amalies ältester Tochter, der damals 17-jährigen Ulrike von Levetzow (1804–1899), hingezogen und verliebte sich in sie. Einen schriftlichen Heiratsantrag sandte er an Amalie, gesprochen hatte er weder mit Amalie noch mit Ulrike darüber. Großherzog Carl August von Sachsen-Weimar-Eisenach stieg 1823 im späteren Hotel Weimar ab, um bei Amalie zu erscheinen und für Goethe um die Hand ihrer Tochter Ulrike anzuhalten. Dem Fürsten konnte Amalie nicht gut Nein sagen, aber sie sagte, sie wolle Ulrike die Entscheidung überlassen. Sie redete ihrer Tochter jedenfalls nicht zu, und Ulrike heiratete nie.
Goethe verewigte die Situation in seiner Marienbader Elegie.
1835 wurde Amalie das Hotel Weimar von ihrem späteren dritten Ehemann Graf Klebelsberg übertragen.
Nach Klebelsbergs Tod 1857 übernahm die nunmehrige Amalie Gräfin Klebelsberg auch dessen Herrschaft Třiblitz. Třiblitz ging nach ihrem eigenen Tod an ihre älteste Tochter Ulrike von Levetzow über. Erbe von Třiblitz nach Ulrike von Levetzow wurde 1899 deren Neffe, k.u.k. Oberst Adalbert von Rauch, der jüngere Sohn ihrer früh verstorbenen jüngeren Schwester Amélie.

### Töchter
- Aus Amalies erster Ehe stammte – neben ihrer ältesten Tochter Ulrike – ihre zweite Tochter Amélie von Levetzow (1805–1831). 1827 wurde Amélie Ehefrau des späteren preußischen Generalmajors Leopold von Rauch (1787–1860), damals Platzmajor in Potsdam, wo sie unmittelbar nach der Geburt ihres dritten Sohnes früh starb.[12]

- Aus Amalies zweiter Ehe mit Friedrich Carl Ulrich von Levetzow ging ihre jüngste Tochter Bertha Freifrau Mladota von Solopisk, geborene von Levetzow (1808–1884), hervor. Bertha erwarb in der Nachbarschaft von Trziblitz (Třebívlice) das Gut Netluk (Pnětluky). Ihr kam es darauf an, in räumlicher Nähe zu ihrer Mutter und ihrer Schwester Ulrike zu leben.[13] Als Erbe ihrer verstorbenen Mutter erhielt Bertha Freifrau Mladota von Solopisk das Hotel Weimar, um es in den 1870er Jahren an die Hoteliersfamilie Hammerschmid zu verkaufen.[14]

## Porträt
Vor ihrer ersten Vermählung im Jahre 1803 porträtierte Johann Friedrich August Tischbein, der „Leipziger Tischbein“, die 15-jährige Amalie Brösigke. Dieses Gemälde ist als Dauerleihgabe der Adam-und Luisa-Haeuser-Stiftung im Frankfurter Goethe-Haus zu sehen.